# مبارك البريك
مبارك البريك من مواليد 27 أبريل 1995 لاعب كرة قدم قطري يجيد اللعب في خط الوسط.
لعب سابقاً في نادي أم صلال ونادي الخور.

## روابط خارجية
- مبارك البريك على موقع Soccerway.com (الإنجليزية)